# Radvanec
Radvanec (německy Rodowitz) je obec v okrese Česká Lípa v Libereckém kraji. Leží na jižním podhůří Lužických hor, poblíž Nového Boru. Její obytná zóna se nachází podél Dobranovského potoka, který vtéká do Radvaneckého rybníka. Na velkém katastru obce je řada skalních věží, kopců, údolí. Žije zde 268 obyvatel.

## Historie
První písemná zmínka o obci pochází z roku 1384. Poloha obce umožňovala obyvatelům se věnovat zemědělské činnosti. V pozdějších letech se rozvíjelo tkalcovství a sklářství. Ještě počátkem 20. století se v Radvanci rylo sklo, malovalo a vodního pohonu Radvaneckého potoka využívala nejen sklářská brusírna, ale i mlýn na mletí obilí. Roku 1870 byla postavena místní škola. S výstavbou nových silnic, zejména v 19. století, se obec dostala mimo hlavní dopravní spoje a to byl jeden z důvodů, proč se z obce stala vyhledávaná rekreační oblast.

## Obyvatelstvo
| Rok            | 1869 | 1880 | 1890 | 1900 | 1910 | 1921 | 1930 | 1950 | 1961 | 1970 | 1980 | 1991 | 2001 | 2011 | 2021 |
| -------------- | ---- | ---- | ---- | ---- | ---- | ---- | ---- | ---- | ---- | ---- | ---- | ---- | ---- | ---- | ---- |
| Počet obyvatel | 803  | 797  | 768  | 740  | 745  | 638  | 666  | 319  | 275  | 203  | 136  | 83   | 104  | 154  | 257  |
| Počet domů     | 142  | 144  | 147  | 147  | 147  | 147  | 150  | 121  | 65   | 58   | 46   | 81   | 84   | 97   | 118  |

## Obecní správa
Mezi lety 1869–1950 Radvanec byl obcí v okrese Česká Lípa (1869–1930) a později v okrese Nový Bor. V letech 1961–1980 patřil jako část obce k Sloupu v Čechách v okrese Česká Lípa. Od 1. ledna 1981 do 31. prosince 1992 patřil jako část města k Novému Boru a od 1. ledna 1993 je opět samostatnou obcí.

### Části obce
- Radvanec
- Maxov

### Obecní symboly
Znak a vlajka byly obci uděleny rozhodnutím předsedy Poslanecké sněmovny Parlamentu České republiky dne 30. listopadu 2007.

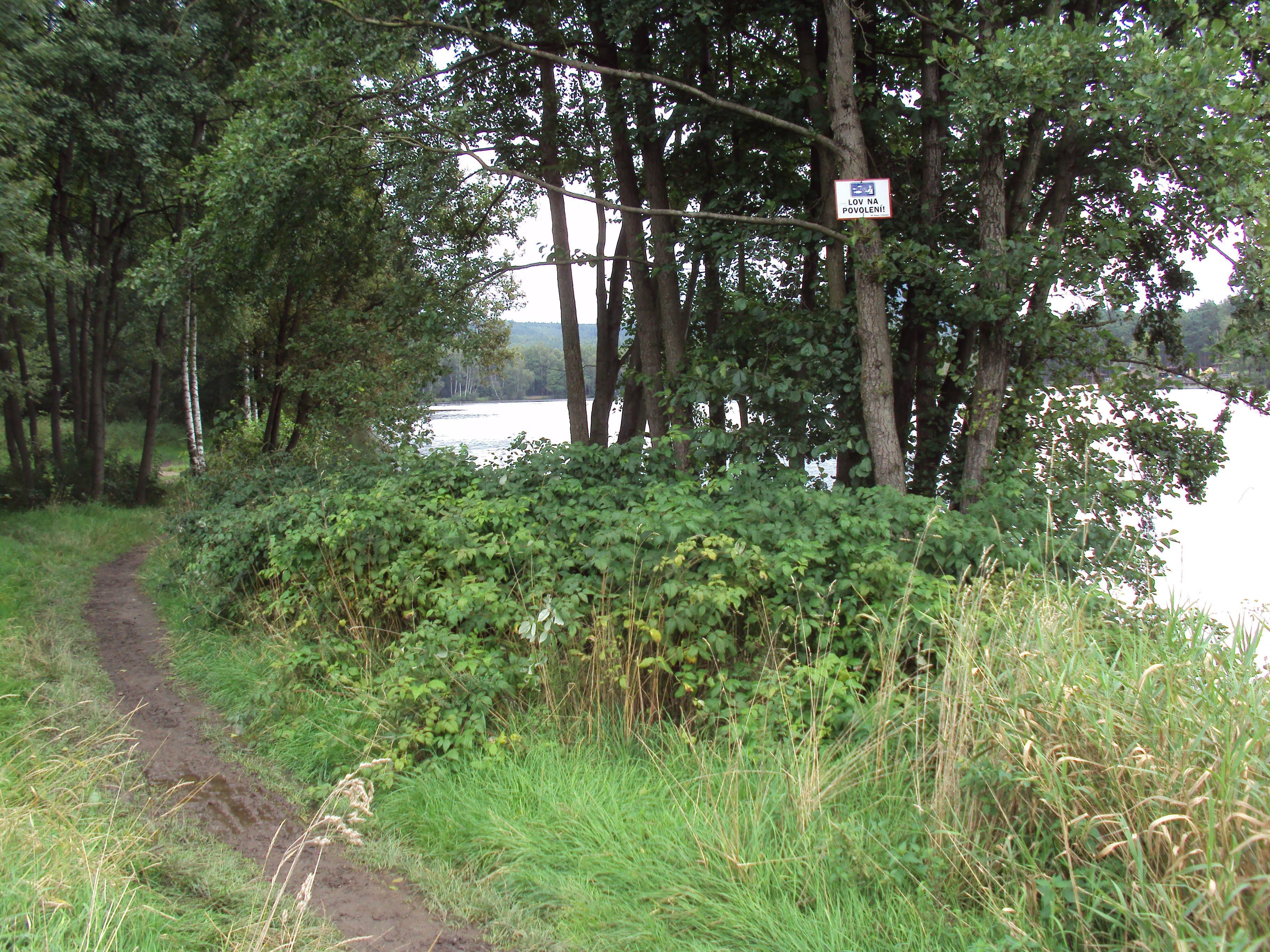
Radvanecký rybník od Radvance

## Pamětihodnosti
Nejzajímavější dominantou obce je kaple svatého Antonína, jejíž stavba byla dokončena v roce 1818, ale také řada reliéfů, které jsou vytesány ve skalních pískovcových útvarech přímo v obci, ale také v okolních lesích.
Od roku 2020 vede okolím Radvance po místních pamětihodnostech naučná stezka.

## Zajímavosti
- Zajímavostí je, že lesní hřbitov v Novém Boru ležel na pozemcích patřících Radvanci. Také zdejší velký rybník je ze sloupské strany známý jako Koupaliště Sloup.
- V létě se v obci pořádá pravidelná Antonínská pouť.
- Na katastru Radvance jsou turistům zpřístupněné Havraní skály, 492 metrů vysoký kopec Strážný a nevysoké kopce Pomahačův vrch a Špaččí vrch. U Špaččího vrchu je Radvanecký hřbitov. Při zeleně značené turistické trase z Cvikova do Nového Boru přes katastr Radvance je i skalní vyhlídka Jelení skok (370 m n. m.)

## Slavní rodáci
- Ludvík Gerthner (1724–1800), obchodník, sklářské technologie
- Antonín Hoffmann (1799–1889), rytec skla

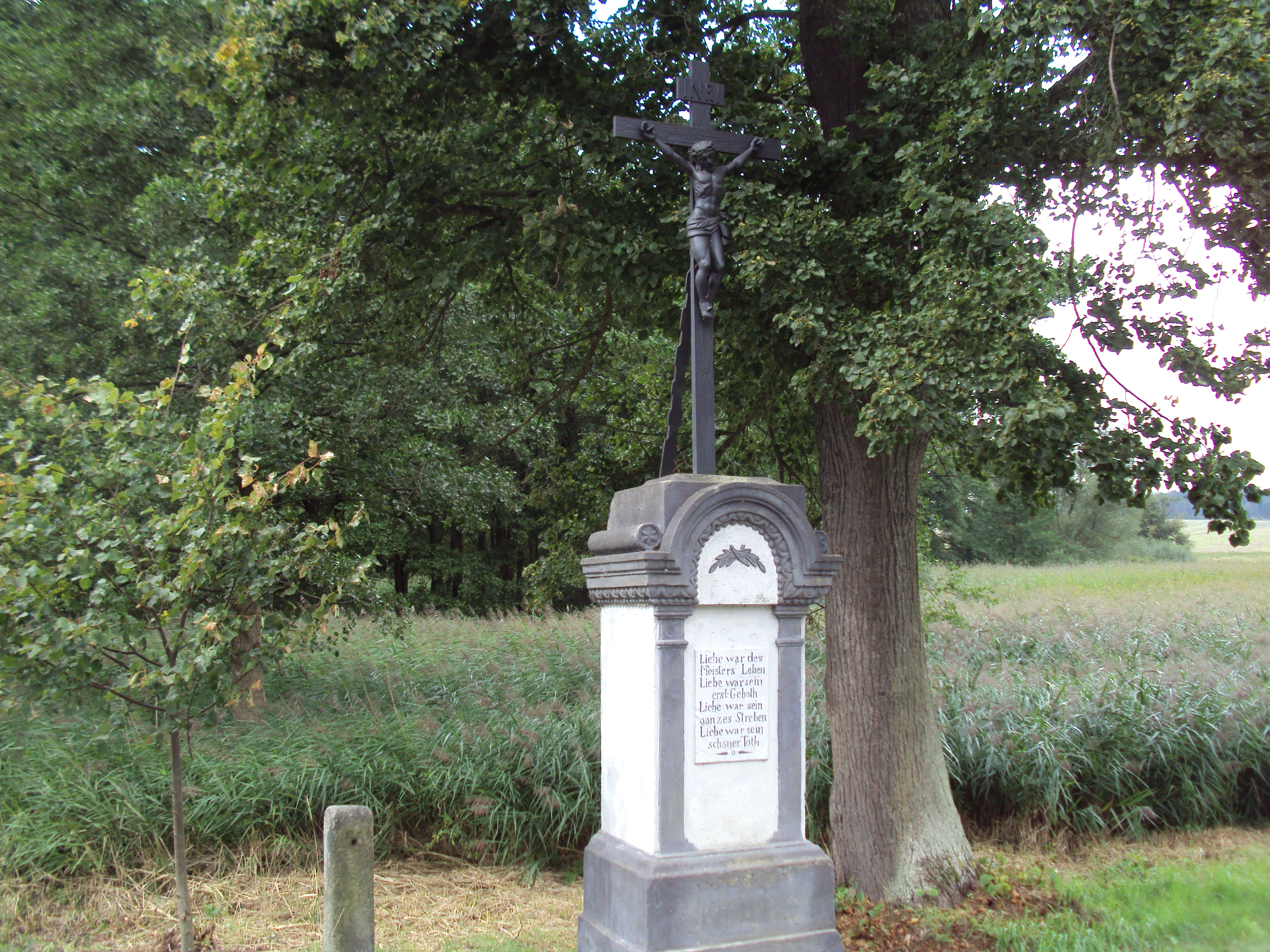
Jeden z křížků v obci